# ピーター・レリー
ピーター・レリー（英: Sir Peter Lely、1618年9月14日 - 1680年11月30日）は17世紀に活動した画家。キャリアのほとんどをイングランドで送り、イングランドの主席宮廷画家として重きを成した。

## 経歴
レリーはオランダ人の両親の間に、ザクセン公国のヴェストファーレン、ゾーストで生まれた。本名はピーテル・ファン・デル・ファースで、父親はザクセン選帝侯軍の将校だった。ハールレムで絵画を学び、おそらくオランダ人画家ピーテル・デ・グレッベル (Pieter de Grebber) のもとで修行したと考えられている。修行を終えたレリーは1637年にハールレムの芸術家ギルドである聖ルカ組合に画家として登録された。現在知られている「レリー Lely (Lilly)」という姓は、デン・ハーグ生まれのレリーの父親の自宅外壁にユリ (Lily) の紋章が描かれていたことにちなんでいる。

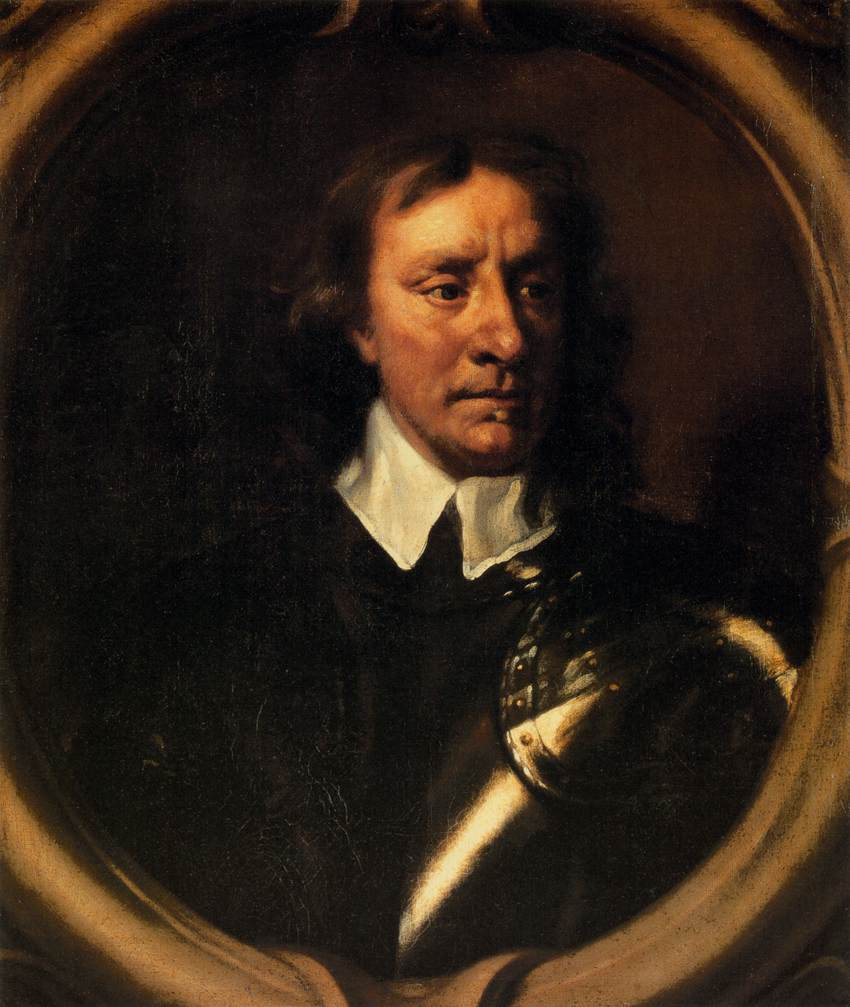
『オリバー・クロムウェルの肖像』（1660年頃）
ウェールズ国立美術館
オリバー・クロムウェルを顔のイボまで「ありのままに」描いた肖像画

レリーがロンドンに渡ったのは1641年ごろのことで、1641年の12月にはイングランドの宮廷画家だったアンソニー・ヴァン・ダイクが死去している。レリーがイングランドで描いた初期の絵画は神話画、宗教画、そして田園風景を背景にした肖像画で、ヴァン・ダイクとバロック様式の影響が見られる作品になっている。レリーの肖像画は広く受け入れられ、イングランドでヴァン・ダイクを受け継ぐ最先端の肖像画家という評判を勝ち得た。1647年にはロンドンの画家名誉組合 (en:Worshipful Company of Painter-Stainers) の一員となり、イングランド王チャールズ1世の肖像画家となっている。チャールズ1世がイングランド内戦で処刑されたあともレリーの画家としての才能は認められ、イングランドを支配した護国卿オリバー・クロムウェルとその息子リチャード・クロムウェルに雇われて、「ありのままの肖像画 (warts and all) を描いた。1650年ごろに王党派詩人リチャード・ラヴレース (en:Richard Lovelace) がレリーを2編の詩に書いている。
1660年に王制が復活し (en:English Restoration)、レリーは1661年にイングランド王チャールズ2世から、200ポンドの年金と主席宮廷画家 (Principal Painter in Ordinary) の地位とを授与された。これは前任の主席宮廷画家だったアンソニー・ヴァン・ダイクが受けていた待遇と同じものである。その後レリーは1662年にイングランドに帰化した。
レリーは1680年にナイト勲爵士となり「サー」の称号を許されたが、その後間もなく死去した。コヴェント・ガーデンでサマセット公爵夫人の肖像画を描くためにイーゼルに向かっている最中のことで、コヴェント・ガーデンのセント・ポール教会に埋葬された。レリーが生前にコレクションしていた、ヴェロネーゼ、ティツィアーノ、クロード・ロラン、ルーベンスらオールド・マスターの作品と素晴らしいドローイングのコレクションは、レリーの死後ばらばらに売却され、総額26,000ポンドという莫大な値段がついた。レリーの収集したコレクションのなかには彫刻『レリーのヴィーナス (en:Lely Venus)』のように、もともとチャールズ1世のコレクションから散逸した作品も含まれていたが、これらは王室が再購入してロイヤル・コレクションに収められている。

## 作品

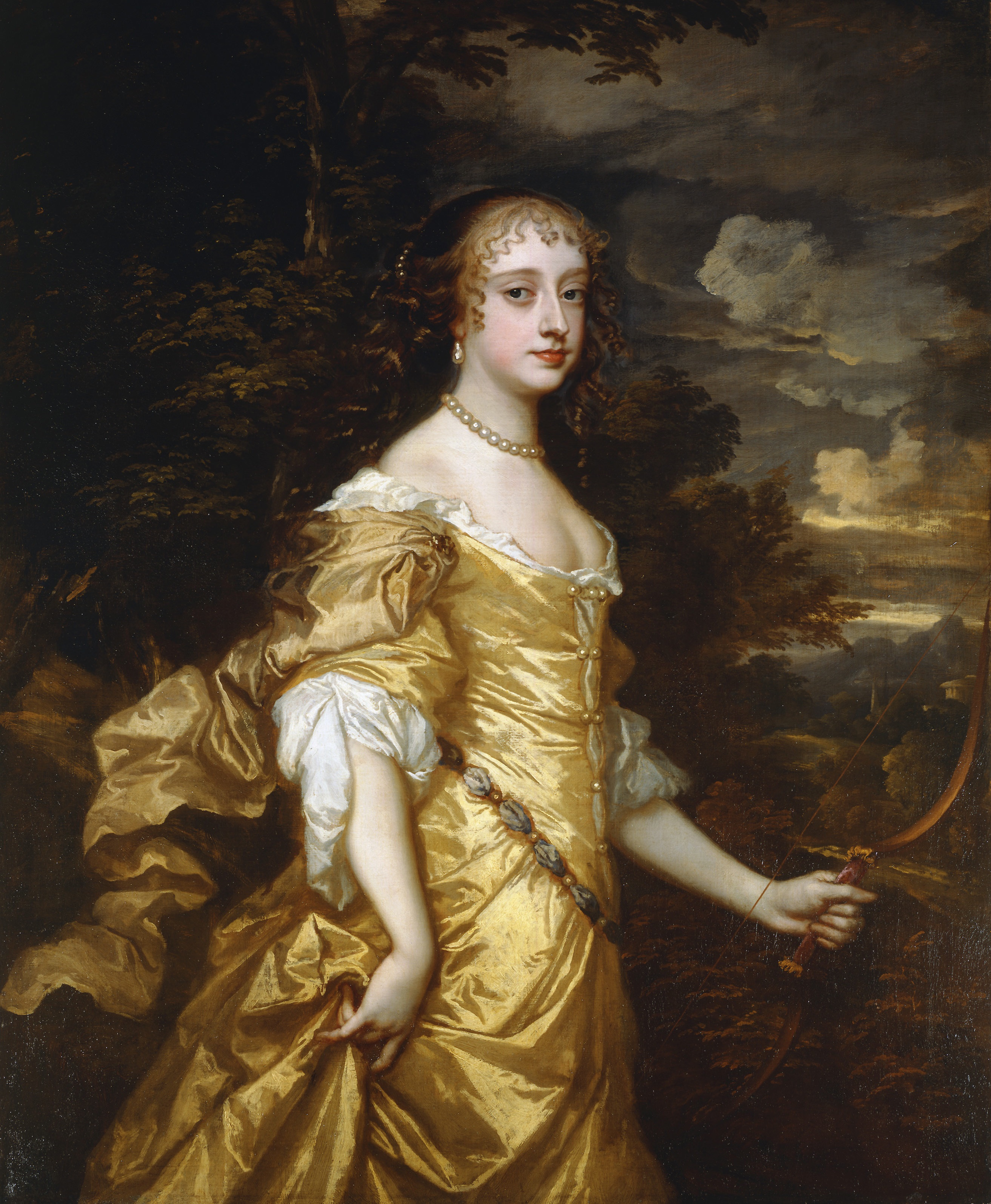
『フランセス・テレサ・ステュアートの肖像』（1662年 - 1665年頃）
ロイヤル・コレクション
ハンプトン・コート宮殿に所蔵されている「ウィンザー・ビューティ」中の一枚

チャールズ2世の主席宮廷画家となったレリーのもとには大量の絵画注文が舞い込み、レリーとレリーが経営する大規模な工房は大量の作品を生み出した。レリーがモデルの頭部のみを描き、その後弟子たちが顔だけが異なる同じポーズの肖像画を何点も描くこともあった。この結果レリーはイングランドで「膨大な絵画作品群」を制作した最初の画家となったが、作品ごとの品質という点においてはかなりの差があった。レリーの弟子にはイギリス人画家ジョン・グリーンヒル (en:John Greenhill) や、オランダ人画家ウィレム・ウィッシング (en:Willem Wissing) らがいる。
レリーの肖像画のなかでもっとも有名なものとして以下のような作品があげられる。
- かつてはウィンザー城に所蔵されており、現在はハンプトン・コート宮殿が所蔵している、『ウィンザー・ビューティ (en:Windsor Beauties)』と呼ばれるイングランド王宮の貴婦人たちを描いた10点の肖像画。
- オルソープ館 (en:Althorp) が所蔵する、「ウィンザー・ビューティ」とよく似た一連の肖像画。
- 多くが国立海事博物館 (National Maritime Museum)に所蔵されている、『フラグメン・オブ・ロウストフト (en:Flagmen of Lowestoft)』と呼ばれる第二次英蘭戦争時のイングランド海軍提督、艦長を描いた12点の肖像画。
- バーリー・ハウス (en:Burghley House) が所蔵する『スザンナと長老たち』。

肖像画以外で有名な作品としては、ダリッジ・ピクチャー・ギャラリーが所蔵する『噴水のニンフ』などがある。ほかに現在レリーの作品を多く所蔵している有名なコレクションとして、イギリスの実業家で美術品コレクターとしても著名なジェームズ・スタント (en:James stunt) のコレクションがあげられる。
また、レリーは自身の肖像画を広く公開するために版画技法のメゾチントを用い、イングランドにこの技法を広めることに大きな役割を果たしている。オランダから取り入れたメゾチント技法で自身の作品を印刷し、イングランドに伝統的なメゾチント技法の基礎をもたらした。
レリーの死後、宮廷画家にはゴドフリー・ネラーが任命された。ネラーもレリーと同様ドイツ生まれのオランダ人であり、当初はレリーと同じ作風の絵画を描いていたが後に大陸の流行を反映した作品を描くようになっている。ヴァン・ダイクに始まり、レリーとネラーがイングランド肖像画の基礎を確立したといえるが、二人の作風を受け継いだイングランドの画家たちの絵画はその後数十年にわたって停滞し、ほとんど芸術的発展を見せることはなかった。

## ギャラリー

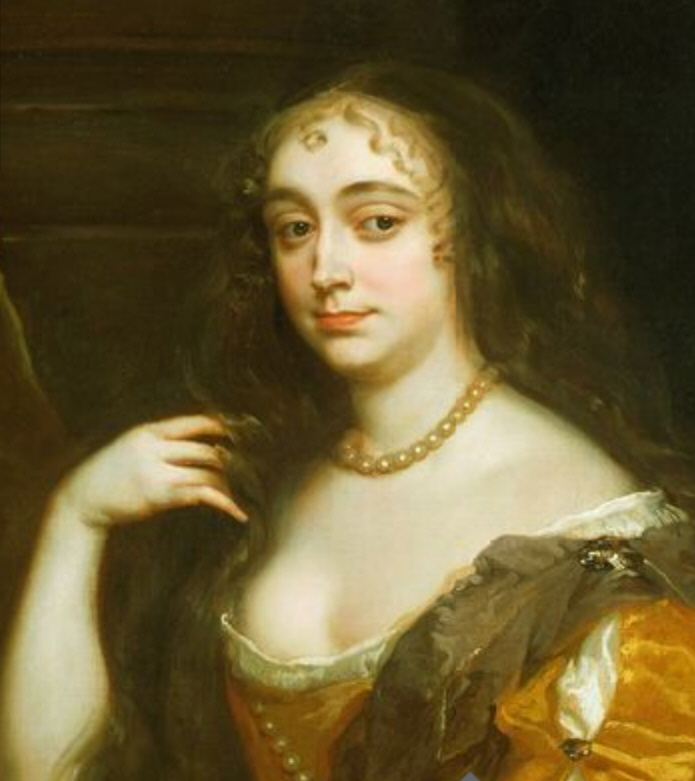
『アン・ハイドの肖像』（1662年頃） ロイヤル・コレクション
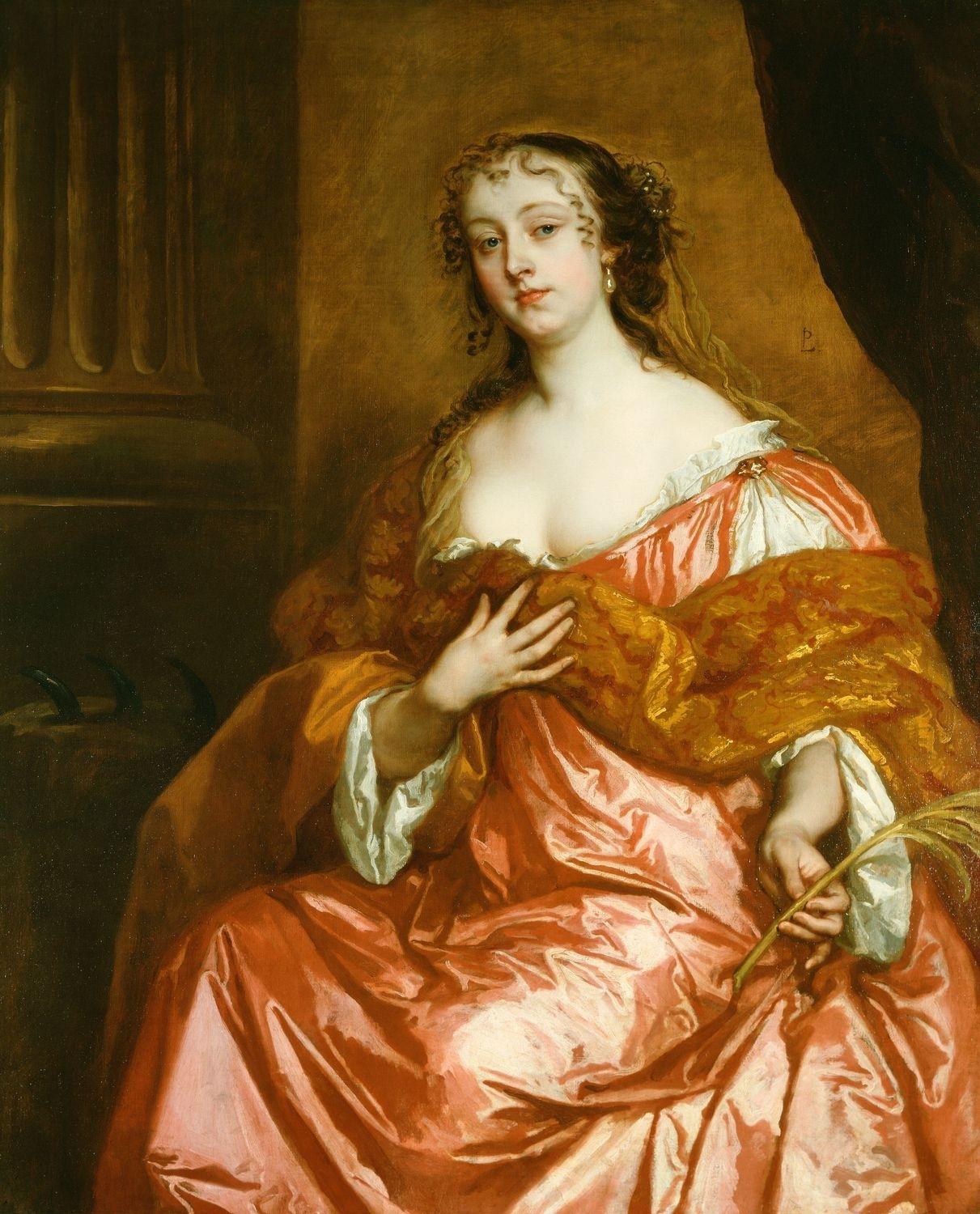
『エリザベス・ハミルトンの肖像』（1663年頃） ロイヤル・コレクション、「ウィンザー・ビューティ」中の一枚
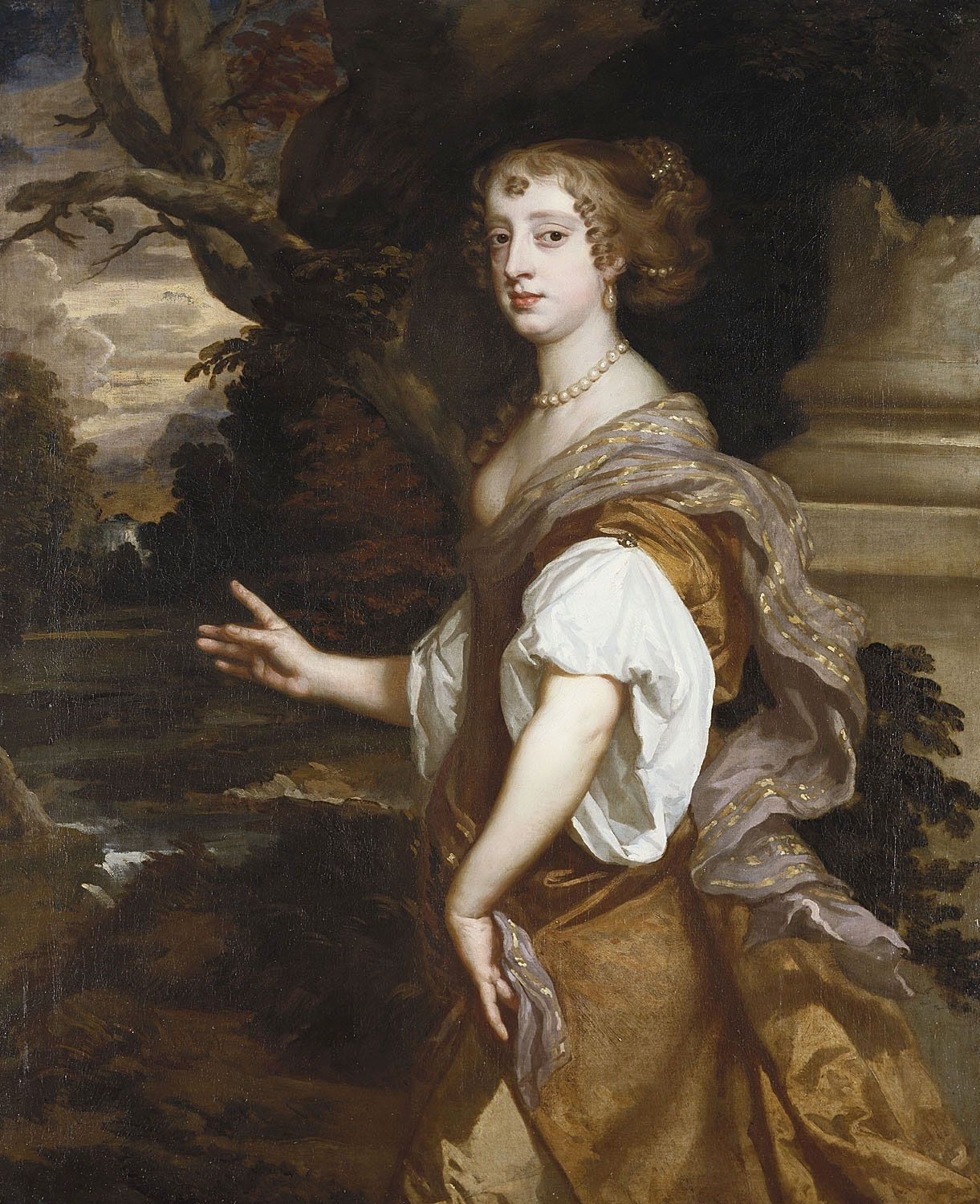
『ノーサンバーランド伯爵夫人エリザベス・リズリーの肖像』（1665年頃） 「ウィンザー・ビューティ」中の一枚
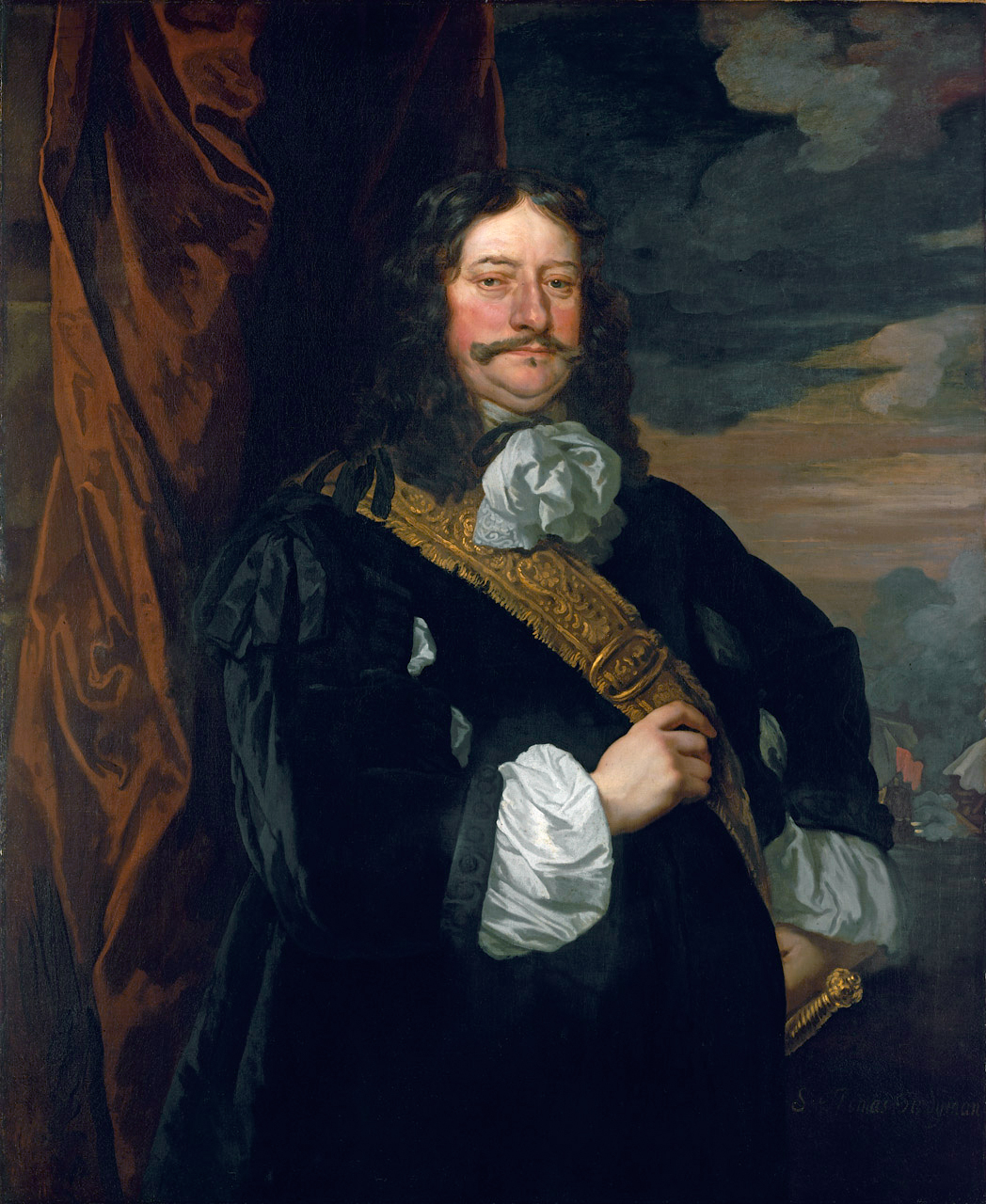
『提督トマス・テッディマンの肖像』（1666年頃） 国立海事博物館、「フラグメン・オブ・ロウストフト」中の一枚
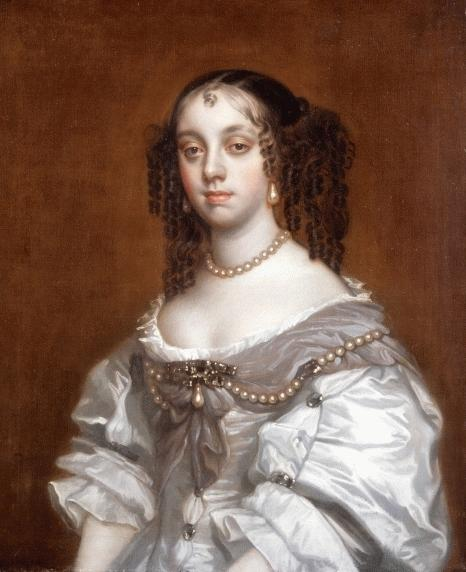
『英国王妃キャサリン・オブ・ブラガンザの肖像』（1665年）
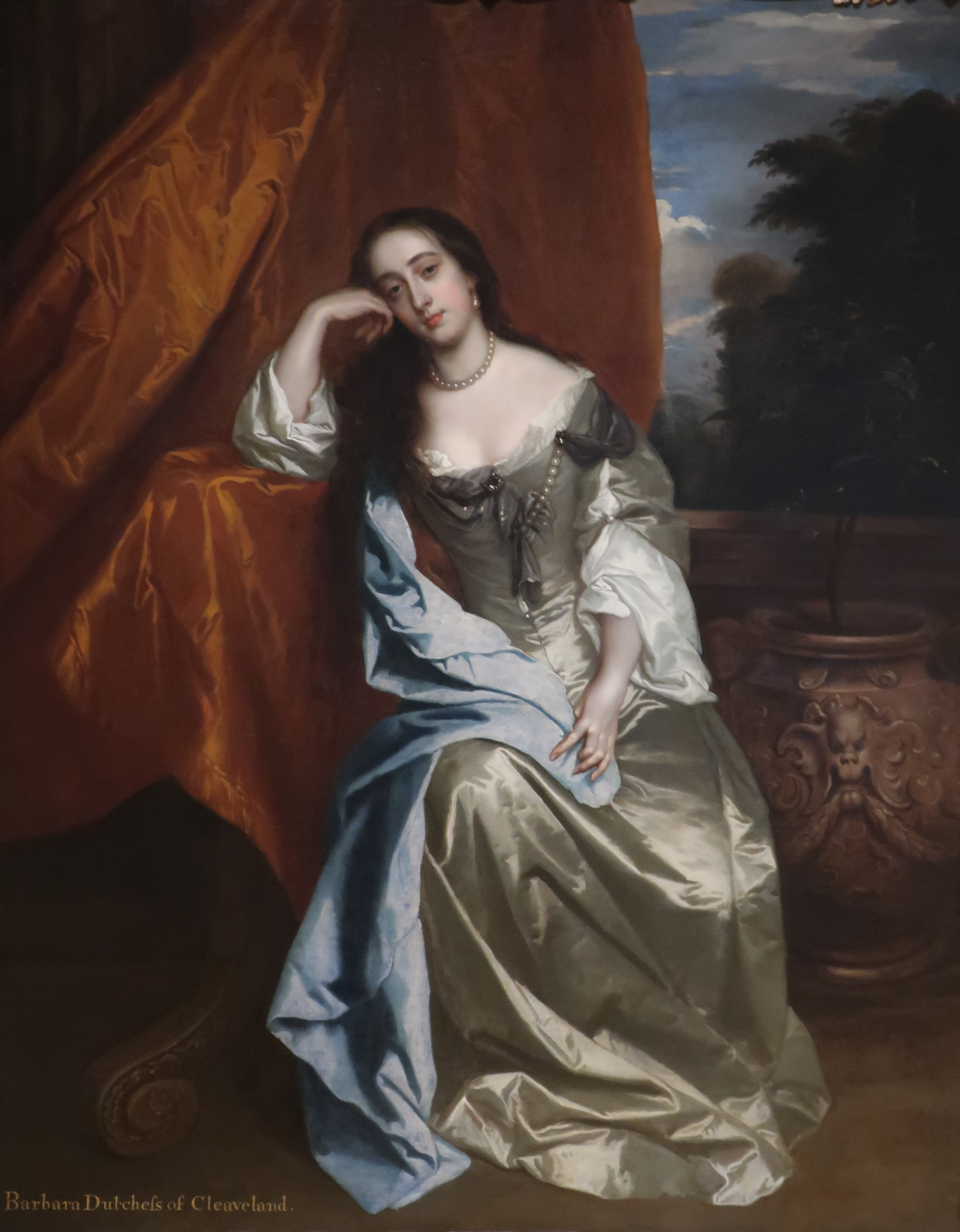
『クリーヴランド公爵夫人バーバラ・パーマーの肖像』
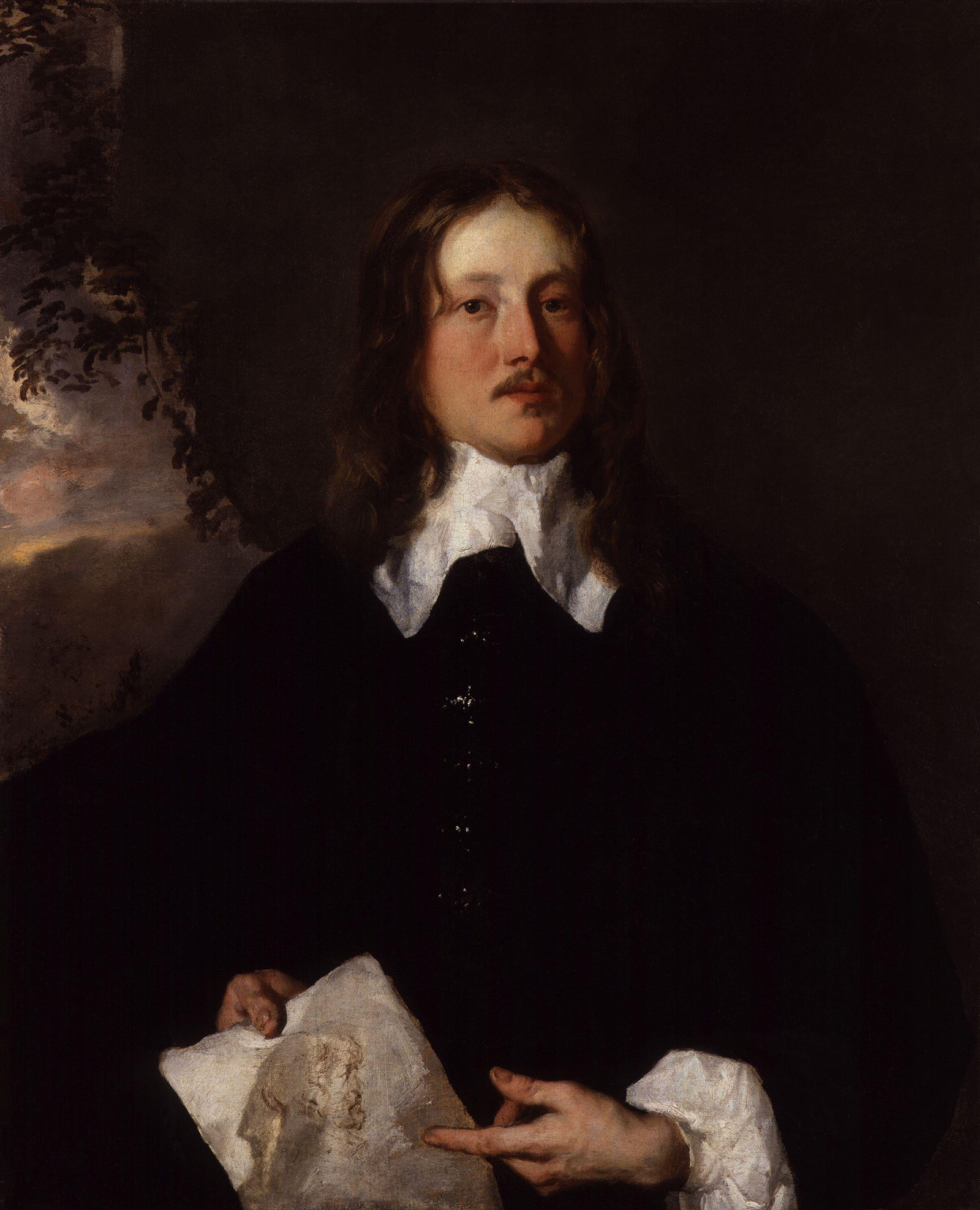
『ヘンリー・ストーンの肖像』（1648年頃） ナショナル・ポートレート・ギャラリー
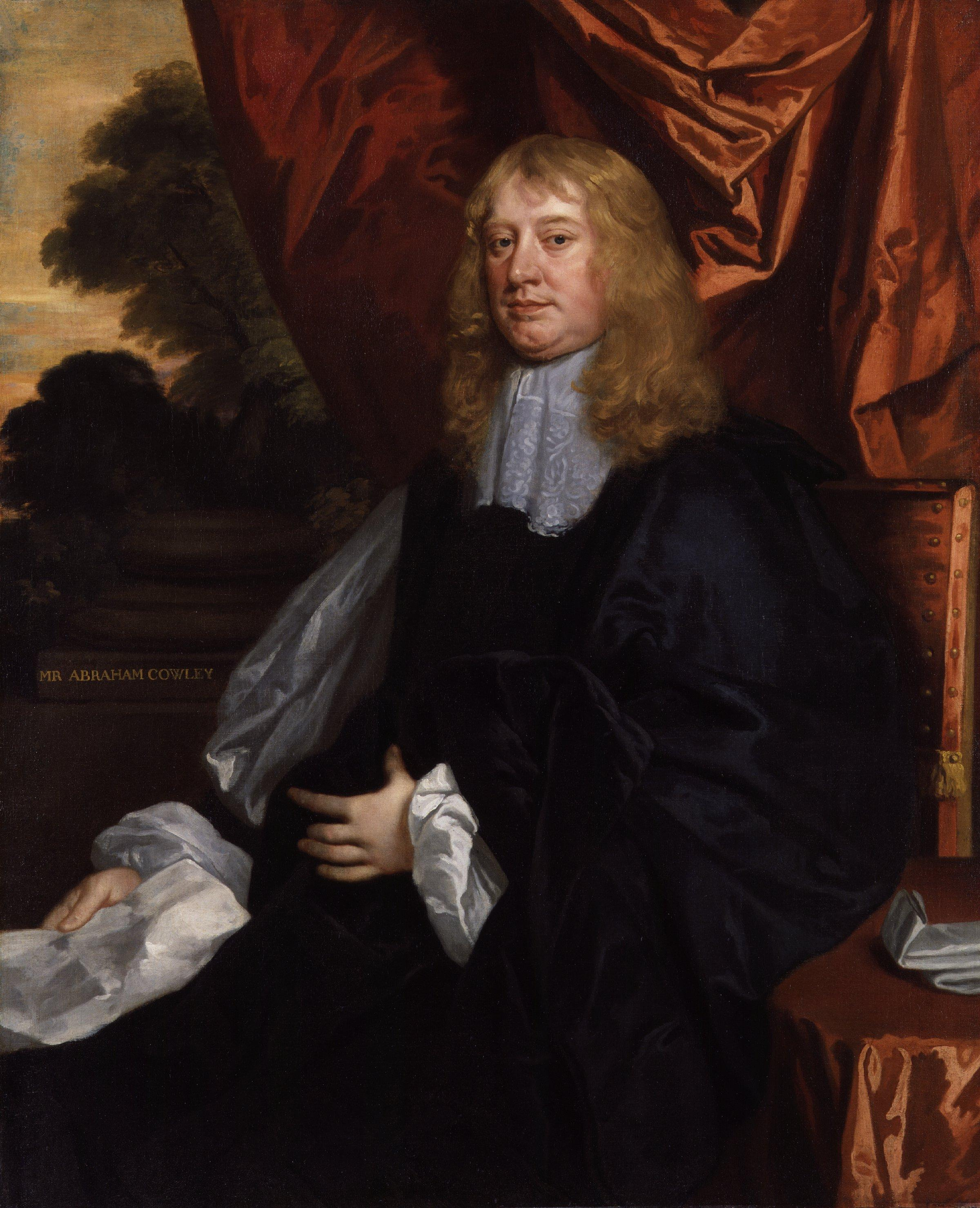
『エイブラハム・カウリーの肖像』（1665年 - 1666年頃） ナショナル・ポートレート・ギャラリー
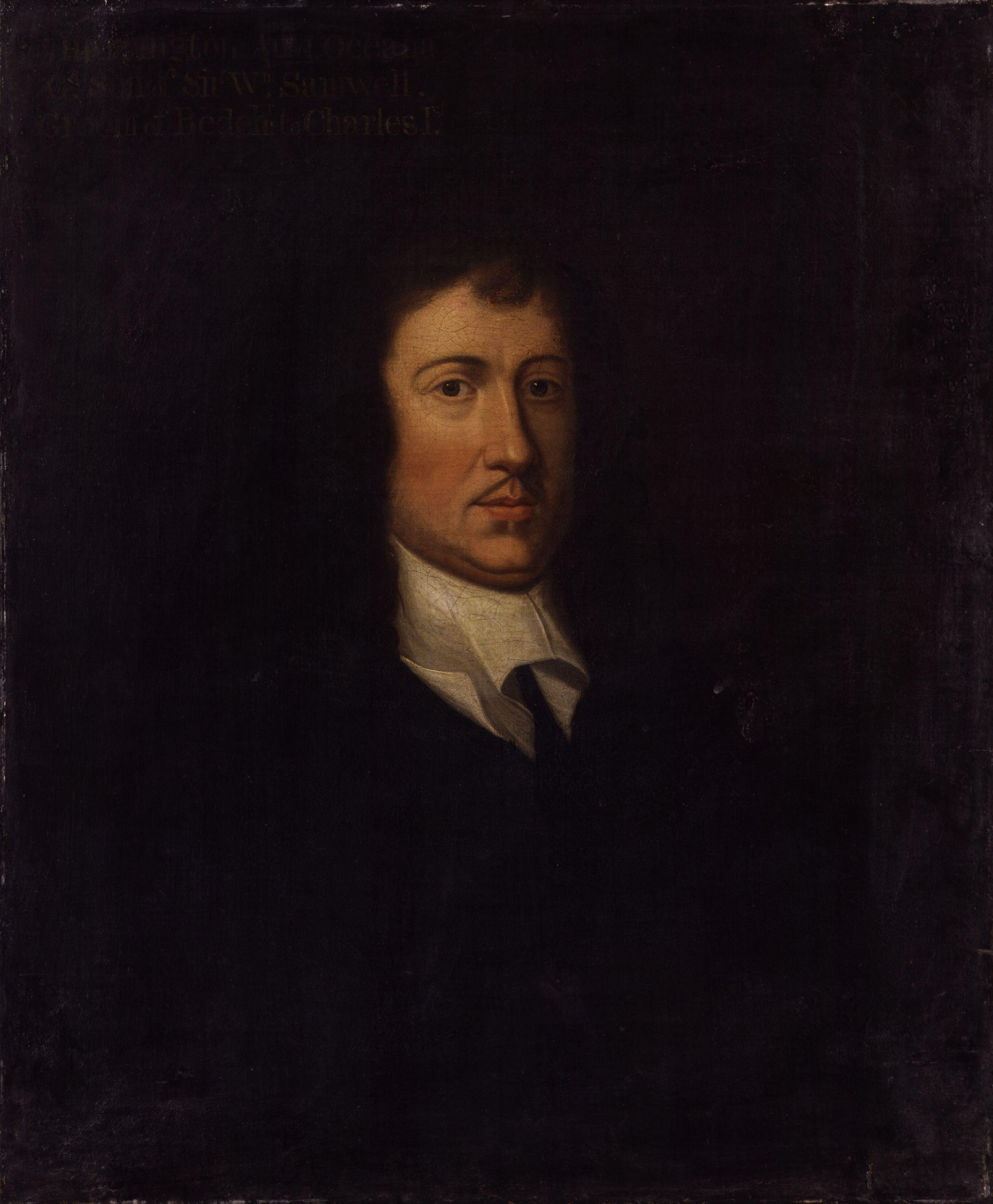
『ジェームズ・ハリントンの肖像』（1658年頃） ナショナル・ポートレート・ギャラリー
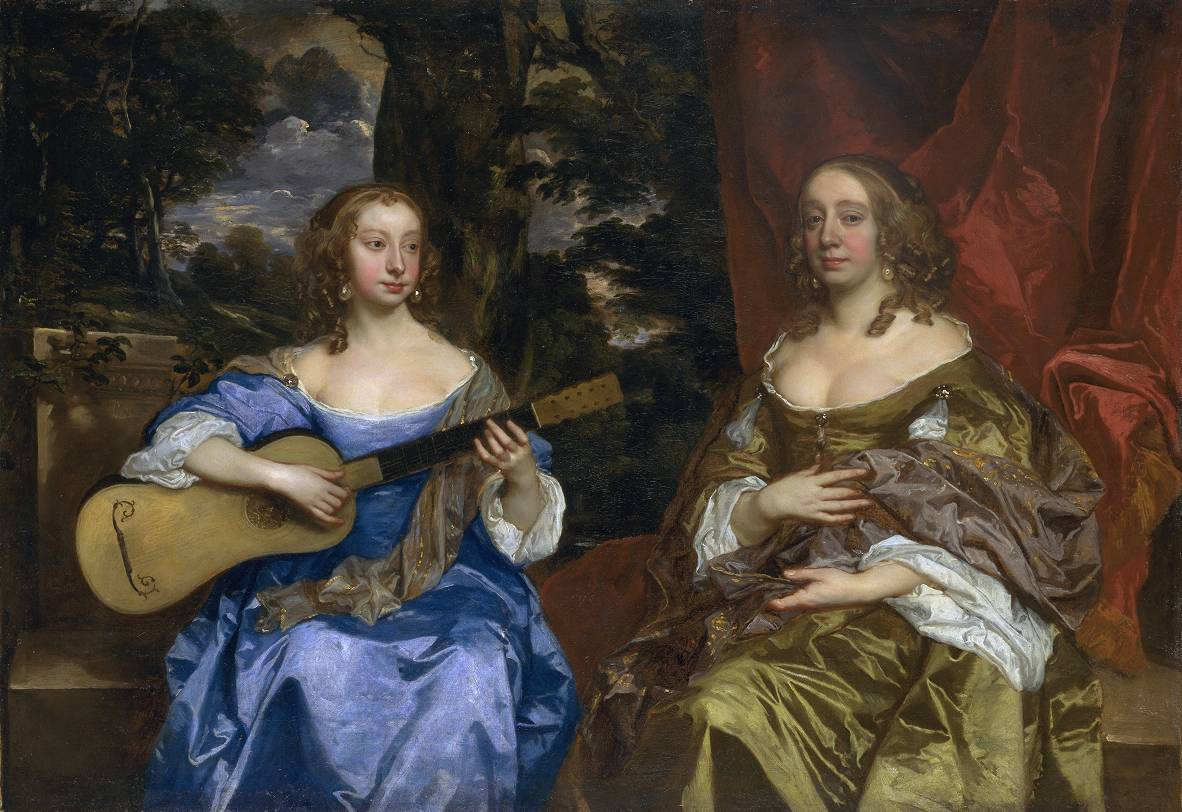
『レイク家の姉妹』（1650年） テート・ギャラリー
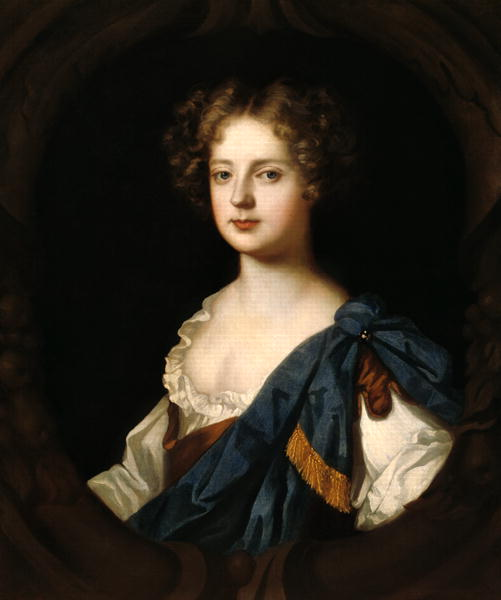
『ネル・グウィンの肖像』（1680年頃）
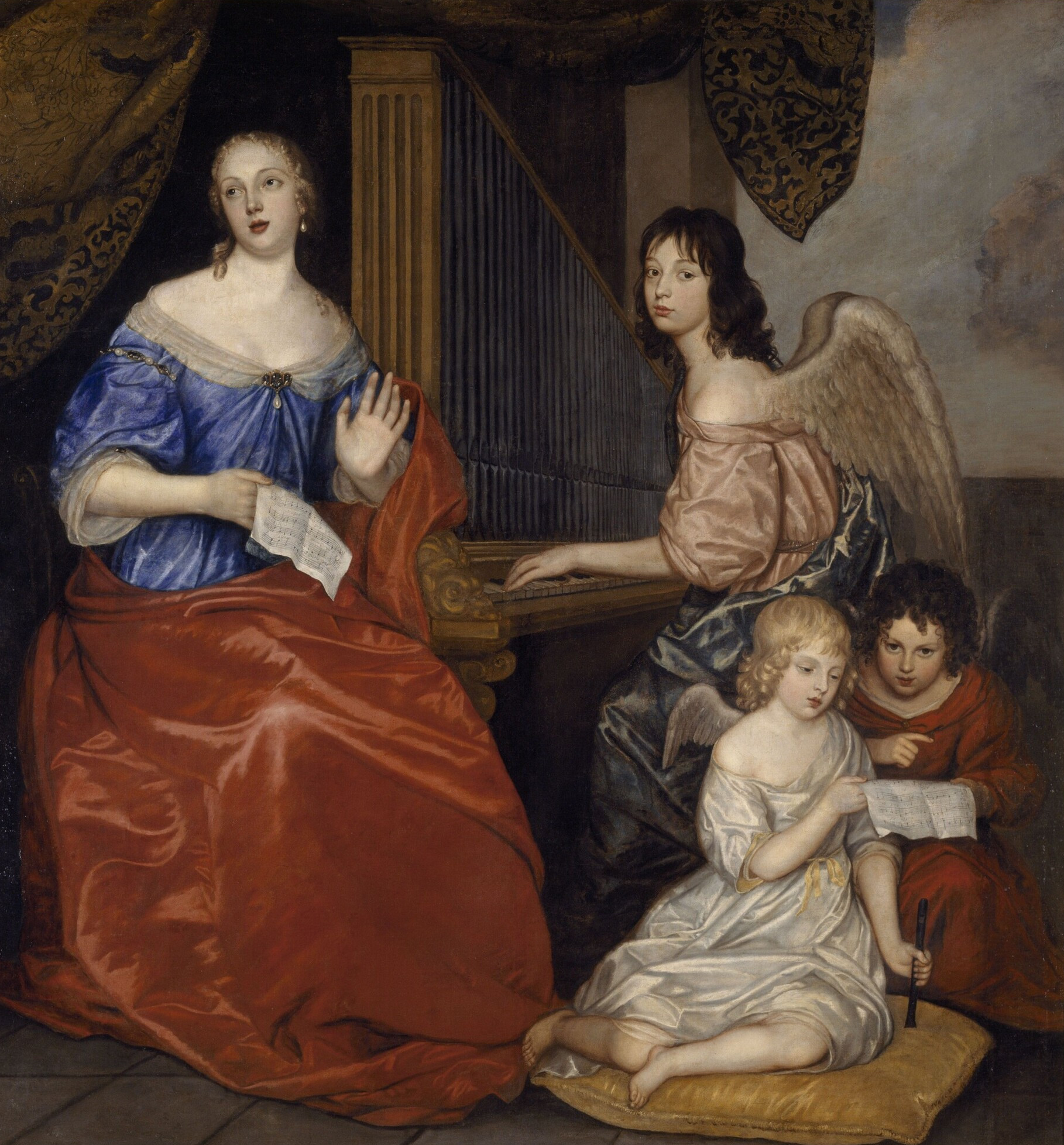
『ルイーズ・ド・ラ・ヴァリエールと子供たち』 レンヌ美術館